# デレク・パラヴィチーニ
デレク・パラヴィチーニ（Derek Paravicini, 1979年7月26日 - ）は、盲目のイギリス人ピアニスト。重度の学習困難を抱える一方で、絶対音感を持つ自閉症サヴァンとしても知られる。

## 来歴
1979年、イングランド南部の都市レディングで生まれる。妊娠25週での早産だった。未熟児として生まれたデレクは酸素吸入を施されるが、病院の設備が十分でなかったこともあり、血液中の酸素濃度を適正に保つことができず未熟児網膜症になってしまう。そして視力を失うだけでなく脳にも重い障害が残った。
生後18か月頃、パラヴィチーニ家の子供部屋に小さな電子オルガンが置かれた。目の不自由な幼子を気遣った乳母が屋根裏部屋から探し出してきたプラスチック製のキーボードで、元々は母方の祖父が購入した物だった。デレクは音楽に強い興味を示し、その後エレクトーンやピアノを独学で演奏するようになっていく。
転機が訪れたのは5歳の時。両親に連れられ、ロンドン郊外にある視覚障害者のための学校、リンデン・ロッジ・スクール (Linden Lodge School) を見学する。そこには、その後の彼の人生とキャリアに深く関わることになる人物、音楽教師のアダム・オッケルフォード（現・ローハンプトン大学教授）がいた。アダムによって音楽の非凡な才能を見出されたデレクは、以後、彼からピアノの指導を受けるようになる。アダムは音楽の師であるばかりでなく、よき理解者であり庇護者となった。
1989年7月18日、シティ・オブ・ロンドン。わずか9歳でバービカン・ホールの舞台を踏む。視覚障害者のための“Fight for Sight”というキャンペーン活動の一環として開かれたガラ・コンサートだった。彼は、ロイヤル・フィルハーモニー・ポップス管弦楽団（RPOポップス）とジャズで共演して国内外のニュースメディアから注目され、BBCの人気トークショー (Wogan) にも招かれる。翌年5月には、民放テレビ局ITVの27時間チャリティー番組『テレソン1990』に登場し、ファッツ・ウォーラーの“Your Feet's Too Big”を演奏した。その後、慈善活動への貢献が評価されたデレクは、当時の皇太子妃ダイアナから賞 (Barnardo's Champion Child Award) を贈られている。
2006年5月、米国ラスベガス。マンダレイ・ベイ・イベント・センターで催されたチャリティー・コンサートに参加。デレク同様、盲目でサヴァン症候群のアメリカ人少年レックス（Rex Lewis-Clack, 当時10歳）とのピアノ・デュオで、スコット・ジョプリン作「ジ・エンターテイナー」を演奏する。デレクはジョージ・シアリング風のアレンジを披露し、その模様はイギリスChannel 5のドキュメンタリーシリーズExtraordinary Peopleで放送された。デレクとレックス、共通点の多いこの二人の音楽サヴァンはアメリカCBSの報道番組『60ミニッツ』によって追跡取材され、その特異な能力や人となりが何度か伝えられた。
2006年秋、彼にとって初のCDとなるEchoes of the Sounds to Be... (Sonustech) がジャズ・コンピレーションとしてリリース。翌2007年にはアダム・オッケルフォードによる伝記、In the Key of Genius (Hutchinson) が出版された。2010年5月現在、デレクは王立盲人援護協会 (RNIB) が運営するイングランド南東部サリー州のケアホームに居住している。

## 家系
イギリスの小説家・劇作家のサマセット・モームは父方の曾祖父にあたる。モームの一人娘ライザ (en:Mary Elizabeth Maugham) が祖母。19世紀後半、ロンドンに孤児院「バーナード・ホーム」を設立したトーマス・ジョン・バーナードはライザの母方の祖父であり、デレクの高祖父になる。前述の通りかつてデレクは、子供たちへの慈善活動で功績のあった高祖父の名“Barnardo”を冠したチャンピオン・チャイルド賞をダイアナ元妃から授かったことがある。
母方の祖父デレク・パーカー・ボウルスは第6代マクルズフィールド伯爵 (1811年 - 1896年) の曾孫で、「デレク」の名はこの祖父に由来する。また、伯父のアンドルー・パーカー・ボウルズは、のちのチャールズ3世王妃カミラと1973年に結婚し、1995年に離婚している。
デレク自身は、双生児の第2子としてレディングのロイヤル・バークシャー病院で誕生した。早産という危機的な状況の中で彼だけが生存した。第1子は女児だった。両親は彼が5歳の時に離婚し、2人ともそれぞれ再婚した。

## 音楽性
ジャズやポップ、ライト・クラシックを好む。長年にわたりデレクのピアノを指導してきたアダム・オッケルフォードによれば、さまざまなスタイルの曲を弾かせるうちに、彼の音楽的素質と強みはラグタイムやストライド、そして初期のジャズにあることが次第に明らかになったという。その演奏はスコット・ジョプリンやファッツ・ウォーラー、アート・テイタムなど、20世紀前半に活躍したピアニストたちの融合のようだとも記している。盲目のジャズ・ピアニスト、アート・テイタムとの類似性についてはChannel 5の“The Musical Genius”の中でも言及。なお、「バードランドの子守唄」などで知られるジョージ・シアリングは12歳から16歳にかけての4年間（1930年代）をリンデン・ロッジ盲学校で過しており、デレクとは同窓である。
視覚を持たず、目からの情報を元に「ピアノを弾く」ということを学び得なかったデレク。オッケルフォードが初めて彼に出会った際、その演奏方法は拳や空手チョップ、ときには肘や鼻先までも使うというとても異様なものだった。ピアノに強い執着心を持つデレクに対してはまず、一台のピアノを他の人と共有することを学ばせる必要があった。その後、何年にもわたってピアノの運指法を根気強く教えていかなければならなかった。
彼には低音域から高音域までを聞き分ける普遍的な絶対音感があり、オーケストラの楽器を使って試したところ、同時に20音程度までそのピッチ（音高）を識別することができたという。

### 人間iPod
デレクは過去に一度耳にした音楽を忘れずに記憶し、その何千にも及ぶレパートリーの中から特定の曲を瞬時に思い出して正確に再現する。しかも彼の場合は単に機械的に覚えているだけではなく、それらを異なるキー（調）で演奏したり、あるいはアレンジを加えて変奏するという創造性を合わせ持ち、さらには即興演奏もこなすという。そのことから、オッケルフォードはデレクの音楽的才能について尋ねられた際、「彼は単なる人間iPodではない」と説明した。ところがこの発言のヒューマン・アイポッド（人間iPod）という箇所だけが元の文脈を離れて強調されるようになり、結果、それがサヴァンの音楽家デレク・パラヴィチーニを形容するニックネームのようになったとされる。